# 王百森
王百森（？—），男，汉族，中华人民共和国政治人物。现任中国石化天津分公司党委书记。第十四届全国政协委员。